# Milionia stellata
Milionia stellata är en fjärilsart som beskrevs av Semper 1901. Milionia stellata ingår i släktet Milionia och familjen mätare. Inga underarter finns listade i Catalogue of Life.